# Friedrich Adolph Kunicke
Friedrich Adolph Kunicke (* vor 1830; † nach 1870) war ein preußischer Landrat und Gutsbesitzer. Von 1858 an amtierte er als Landrat im Kreis Löbau (Westpreußen) der Provinz Preußen. 1860 trat er auf eigenen Wunsch in den Ruhestand. 1870 stellte er ein Gesuch um Wiederanstellung.